# Smith Township (Belmont County, Ohio)
Smith Township ist eines von 16 Townships des Belmont Countys im US-Bundesstaat Ohio. Nach der Volkszählung im Jahr 2000 waren hier 1445 Einwohner registriert.

## Geografie
Smith Township liegt im mittleren Südosten des Belmont Countys im Osten von Ohio, ist im Osten etwa 15 km vom Ohio River entfernt, der an dieser Stelle Ohio von West Virginia trennt, und grenzt im Uhrzeigersinn an die Townships: Richland Township, Mead Township, Washington Township, Wayne Township und Goshen Township.

## Verwaltung
Das Township wird durch ein Board of Trustees, bestehend aus drei gewählten Mitgliedern, verwaltet. Zwei Personen werden jeweils im Jahr nach der Präsidentschaftswahl gewählt und eine jeweils im Jahr davor. Die Amtszeit dauert in der Regel vier Jahre und beginnt jeweils am 1. Januar. Daneben gibt es noch einen Township Clerk (Schriftführer), der ebenfalls im Jahr vor der Präsidentschaftswahl auf eine vierjährige Amtszeit gewählt wird. Dessen Amtszeit beginnt jeweils am 1. April.